# Dafydd ap Gwilym
Dafydd ap Gwilym (1315/1320 – vers 1350/1370) est considéré comme l'un des plus grands poètes gallois, et l'un des principaux poètes européens du Moyen Âge.
Ses dates de naissance et décès ne font pas l'unanimité chez les érudits.

## Biographie
D'après la tradition, il est né à Brogynin, Penrhyn-coch, dans la paroisse de Llanbadarn Fawr, dans le comté de Ceredigion. Son père, Gwilym Gam (le boiteux), et sa mère, étaient tous deux de famille noble.
En tant que noble Dafydd n'appartenait donc pas à la guilde des poètes professionnels de Galles, et pourtant la tradition poétique était forte dans sa famille depuis des générations.
Selon R. Geraint Gruffydd, il est mort en 1350, peut-être victime de la Peste noire. Toujours d'après la tradition, il aurait été enterré dans le terrain de l'abbaye cistercienne de Strata Florida dans le Ceredigion.

## Sa poésie
Environ cent cinquante de ses poèmes nous sont parvenus, mais on lui en a attribué bien d'autres. 
Les thèmes principaux sont la femme et la nature. On retrouve chez lui l'influence de l'amour courtois commun à une certaine tradition européenne, et particulièrement celle des troubadours. 
Il a fait preuve d'innovation et a popularisé le mètre nommé cywydd, qu'il fut le premier à utiliser pour l'éloge, genre traditionnel. Mais sa plus grande innovation a été de se mettre au centre de sa poésie, de parler de lui-même, alors que jusqu'à lui les poètes gallois se tenaient à l'écart de l'objet de leurs textes.
Son œuvre est pleine de ses commentaires et de ses aventures, dans les champs, les lits ou les tavernes. Dans nombre de ses poèmes il s'adresse directement aux femmes qu'il connaît mais plus particulièrement à deux d'entre elles : Morfudd et Dyddgu.

## Quelques titres
Ses poèmes les plus connus sont :
- Morfudd fel yr haul (Morfudd comme le soleil), un poème à la femme d'un marchand d'Aberystwyth qui semble avoir entretenu une longue relation amoureuse avec Dafydd, et à laquelle il envoya de nombreux poèmes ;
- Merched Llanbadarn (Les filles de Llanbadarn), où il parle d'aller à l'église le dimanche reluquer les filles ;
- Trafferth mewn tafarn (Incident dans une taverne) ;
- Cywydd y gal (Ode au pénis), pièce d'érotisme médiéval.

## Versification
Son système de versification, qui remonte à la tradition bardique d'Aneurin et a également existé en Bretagne sans interruption jusqu'au XVIIe siècle, a été repris en breton moderne par Roparz Hemon, Maodez Glandour, Alan Botrel.

## Sources
- Bromwich, Rachel (1974), Dafydd ap Gwilym. Writers of Wales series. Cardiff : University of Wales Press. Introduction en anglais.
- Dafydd ap Gwilym (2001), Dafydd ap Gwilym : sa poésie. Traduit en anglais par Gwyn Thomas. Cardiff : University of Wales Press.  (ISBN 0-7083-1664-6). Comprend une traduction complète et une bonne préface.
- Dafydd ap Gwilym (2003), Dafydd ap Gwilym : poems. Edited by Rachel Bromwich. Welsh Classics series. Llandysul : Gomer Press.  (ISBN 0-85088-815-8).
- Fulton, Helen (Ed.) (1996). Selections from the Dafydd ap Gwilym apocrypha. Selection des poèmes apocryphes de Dafydd ap Gwilym. Welsh Classics series. Llandysul : Gomer Press.  (ISBN 1-85902-310-X).
- Fulton, Helen (1989), Dafydd ap Gwilym and the European context. Cardiff : University of Wales Press.  (ISBN 0-7083-1030-3).